# Hydropsyche kreuzbergorum
Hydropsyche kreuzbergorum är en nattsländeart som beskrevs av Wolfram Mey och Jung 1989. Hydropsyche kreuzbergorum ingår i släktet Hydropsyche och familjen ryssjenattsländor. Inga underarter finns listade i Catalogue of Life.